# Trabektedyna
Trabektedyna (łac. trabectedinum) – organiczny związek chemiczny wyizolowany z osłonic Ecteinascidia turbinata, stosowany jako lek przeciwnowotworowy.

## Historia
W latach 50. i 60. XX w. NCI prowadziło szerokie badania skriningowe roślin i zwierząt morskich w poszukiwaniu nowych substancji mogących mieć zastosowanie w medycynie. W 1969 roku doniesiono, że ekstrakt z osłonicy Ecteinascidia turbinata wykazuje działanie przeciwnowotworowe. Dopiero wiele lat później wyizolowano i określono strukturę chemiczną związku, który odpowiada za aktywność cytostatyczną ekstraktu z Ecteinascidia turbinata – ekteinascydynę 743 (trabektedynę). Otrzymywanie leku z surowca naturalnego jest wysoce nieopłacalne – z jednej tony osłonic otrzymuje się tylko 1 gram trabektedyny. Obecnie, lek syntezuje się z produktu wyjściowego pochodzenia naturalnego, jakim jest safracyna B – antybiotyk wytwarzany przez Pseudomonas fluorescens.

## Mechanizm działania
Trabektedyna wykazuje unikatowy mechanizm działania w porównaniu z innymi lekami cytostatycznymi. Lek wiąże się z małym rowkiem DNA i alkiluje guaninę w pozycji N2. Powstały addukt powoduje rozszerzenie małego rowka, co z kolei sprawia, że helisa DNA zagina się do głównego rowka w kierunku przeciwnym do kierunku wcześniejszej alkilacji. Uwalnia to kaskadę zdarzeń mających na celu naprawę uszkodzonego DNA. Komórka uruchamia mechanizmy naprawcze, opierające się na wycinaniu zasad (ang. base excision repair, BER), pomocne w przypadku oksydacji lub alkilacji pojedynczych zasad nukleotydowych, lub nukleotydów (ang. nucleotide excision repair, NER), usuwające addukty lub fotouszkodzenia wywołane promieniowaniem UV. W tych mechanizmach bierze udział ponad 30 białek, m.in. helikazy, nukleazy, polimerazy oraz ligaza DNA. NER ma dwojakie działanie, w zależności od tego, czy naprawie podlega transkrybowane (TC-NER) czy nie transkrybowane DNA (GG-NER). TC-NER jest całkowicie zależne od transkrypcji, a sygnałem jest zablokowanie polimerazy II RNA na uszkodzonym nukleotydzie. Do naprawy DNA konieczne jest jednak wcześniejsze odłączenie polimerazy. Addukt trabektedyna-DNA wiąże polimerazę II RNA, a następnie blokuje kompleksy enzymatyczne wchodzące w skład TC-NER. GG-NER powoduje uwolnienie nukleaz XPG i XPF, które wiążą się z kompleksem wskazującym miejsce uszkodzenia DNA. Zostają one jednak związane przez addukt trabektedyna-DNA, powodując pękanie nici DNA. Trabektedyna przeciwdziała również nadmiernej ekspresji genu odpowiedzialnego za wielolekową oporność komórki (MDR-1), kodującego P-glikoproteinę, która jest głównym czynnikiem oporności na leki cytostatyczne.
Trabektedyna blokuje cykl komórkowy w fazie G2. Badania kliniczne wskazują na antyproliferacyjne działanie leku, zarówno in vitro, jak i in vivo, wobec szeregu ludzkich linii komórek nowotworowych: mięsaków, raka piersi, niedrobnokomórkowego raka płuc, raka jajników i czerniaka.

## Badania kliniczne
Randomizowane badania kliniczne były prowadzone wśród 183 pacjentów, głównie z zaawansowanymi mięsakami (tłuszczakomięsakami i mięśniakomięsakami gładkokomórkowymi) oraz z przerzutami, u których stwierdzono nawrót choroby lub jej postęp po leczeniu antracyklinami lub ifosfamidem. Wykazano zmniejszenie ryzyka progresji choroby o ponad 26%, bez większego wpływu na przeżywalność po roku terapii.

## Farmakokinetyka
Trabektedyna podana dożylnie łączy się z białkami osocza w 94-98%. Lek metabolizowany jest w wątrobie, przy udziale CYP3A4. Nie stwierdzono, by inne izoenzymy cytochromu P450 były indukowane lub blokowane przez trabektedynę. Okres półtrwania leku jest długi i wynosi 180 godzin. Lek wydalany jest głównie z kałem.

## Wskazania
Leczenie chorych z zaawansowanym mięsakiem tkanek miękkich, leczonych wcześniej bez powodzenia antracyklinami lub ifosfamidem, a także pacjentów, u których leczenie to jest niewskazane.
Trwają badania kliniczne mające określić skuteczność trabektedyny w leczeniu innych nowotworów, m.in. raka piersi, prostaty, jajników, płuc, a także nowotworów występujących u dzieci.

## Przeciwwskazania
- nadwrażliwość na trabektedynę lub jakikolwiek składnik preparatu,
- współistnienie niekontrolowanych i nieleczonych zakażeń,
- ciąża i karmienie piersią,
- szczepionki osłabiające wątrobę, m.in. przeciwko żółtej febrze,
- pacjenci ze zwiększonym poziomem bilirubiny.

## Ostrzeżenie specjalne
1. Leczenie preparatem można stosować tylko w przypadkach, gdy pacjent spełnia poniższe kryteria[a]:
  - bezwzględna liczba neutrofili ≥ 1500/mm³,
  - liczba płytek krwi ≤ 100000/mm³,
  - poziom bilirubiny poniżej górnej granicy normy,
  - stężenie fosfatazy zasadowej ≤ 2,5 górnej granicy normy,
  - albuminy ≥ 25 g/l,
  - AlAT i AspAT ≤ 2,5 górnej granicy normy,
  - klirens kreatyniny ≥ 30 ml/min,
  - kinaza kreatynowa ≤ 2,5 górnej granicy normy,
  - stężenie hemoglobiny ≥ 9 g/dl.
2. Trabektedyna bardzo często powoduje neutropenię[25] i trombocytopenię. Bardzo ważne jest więc kontrolowanie obrazu morfologicznego krwi w trakcie terapii. U pacjentów, u których pojawiła się gorączka, należy wdrożyć aktywne leczenie wspomagające. Znacznie rzadziej donoszono o występowaniu rabdomiolizy[26], związanej z mielotoksycznością. Należy bacznie obserwować pacjentów pod kątem wystąpienia tego objawu ubocznego.
3. Na 30 minut przed każdorazowym podaniem trabektedyny, pacjentowi należy wstrzyknąć dożylnie 20 mg deksametazonu, nie tylko w celu profilaktyki przeciwwymiotnej, ale również w związku z jego ochronnym działaniem na wątrobę[27][28][29].
4. Zaleca się podawanie leku przez cewnik założony do żyły centralnej.
5. Mężczyźni zdolni do zapłodnienia i kobiety w wieku rozrodczym powinni stosować skuteczne metody antykoncepcji w trakcie leczenia oraz do 3 miesięcy (do 5 miesięcy w przypadku mężczyzn) po jego zakończeniu.

## Interakcje
Nie zaleca się równoczesnego podawania leków hamujących CYP3A4, takich jak ketokonazol, flukonazol, rytonawir lub klarytromycyna, ze względu na możliwość zmniejszenia metabolizmu trabektedyny i wzrost jej stężenia we krwi. Jeżeli nie jest to możliwe, należy koniecznie dostosować dawkę trabektedyny i monitorować występowanie objawów ubocznych.
Leki będące induktorami izoenzymu CYP3A4 (ryfampicyna, fenobarbital, ziele dziurawca) mogą powodować nasilenie metabolizmu trabektedyny i osłabiać jej działanie przeciwnowotworowe.
W trakcie leczenia trabektedyną nie należy spożywać etanolu, ze względu na toksyczne oddziaływanie leku na wątrobę.
Równoczesne podawanie inhibitorów glikoproteiny-P (cyklosporyna, werapamil) może wpływać na farmakokinetykę trabektedyny. W przypadku konieczności stosowania tych leków łącznie z trabektedyną, należy zachować szczególną ostrożność.
Trabektedyna zmniejsza wchłanianie fenytoiny, co spowodować może wystąpienie napadów drgawkowych.

## Działania niepożądane
Działania niepożądane:
Objawy uboczne występują u ok. 91% pacjentów leczonych trabektedyną. Mają one różne nasilenie i rzadko mogą być przyczyną zgonu pacjenta (1,9%). Do najczęściej występujących działań niepożądanych można zaliczyć:
- neutropenię i trombocytopenię, które występują odpowiednio u 77% i 11% pacjentów; w większości przypadków leczenie wspomagające przynosi efekty lub też zaburzenia te okazują się odwracalne,
- niedokrwistość, która występuje u 93% chorych leczonych trabektedyną; większość pacjentów cierpi na anemię już w trakcie podejmowania leczenia (46%),
- przemijające zwiększenie aktywności AspAT i AlAT, które obserwuje się odpowiednio u 38% i 44% pacjentów,
- przemijające zwiększenie stężenia bilirubiny, które jest obserwowane u 23% pacjentów i ustępuje po około 2 tygodniach od rozpoczęcia leczenia,
- zaburzenia ze strony przewodu pokarmowego, takie jak: nudności, wymioty, biegunki, zaparcia, zapalenie śluzówki jamy ustnej,
- bóle głowy,
- jadłowstręt.

Rzadziej występują:
- uczucie zmęczenia, astenia,
- zwiększenie aktywności kinazy kreatyniny,
- bóle kostne i mięśniowe,
- zakażenia,
- niedociśnienie,
- bezsenność.
- rabdomioliza,
- duszności,
- łysienie.

## Preparaty
- Yondelis – Pharma Mar.